# Luchs

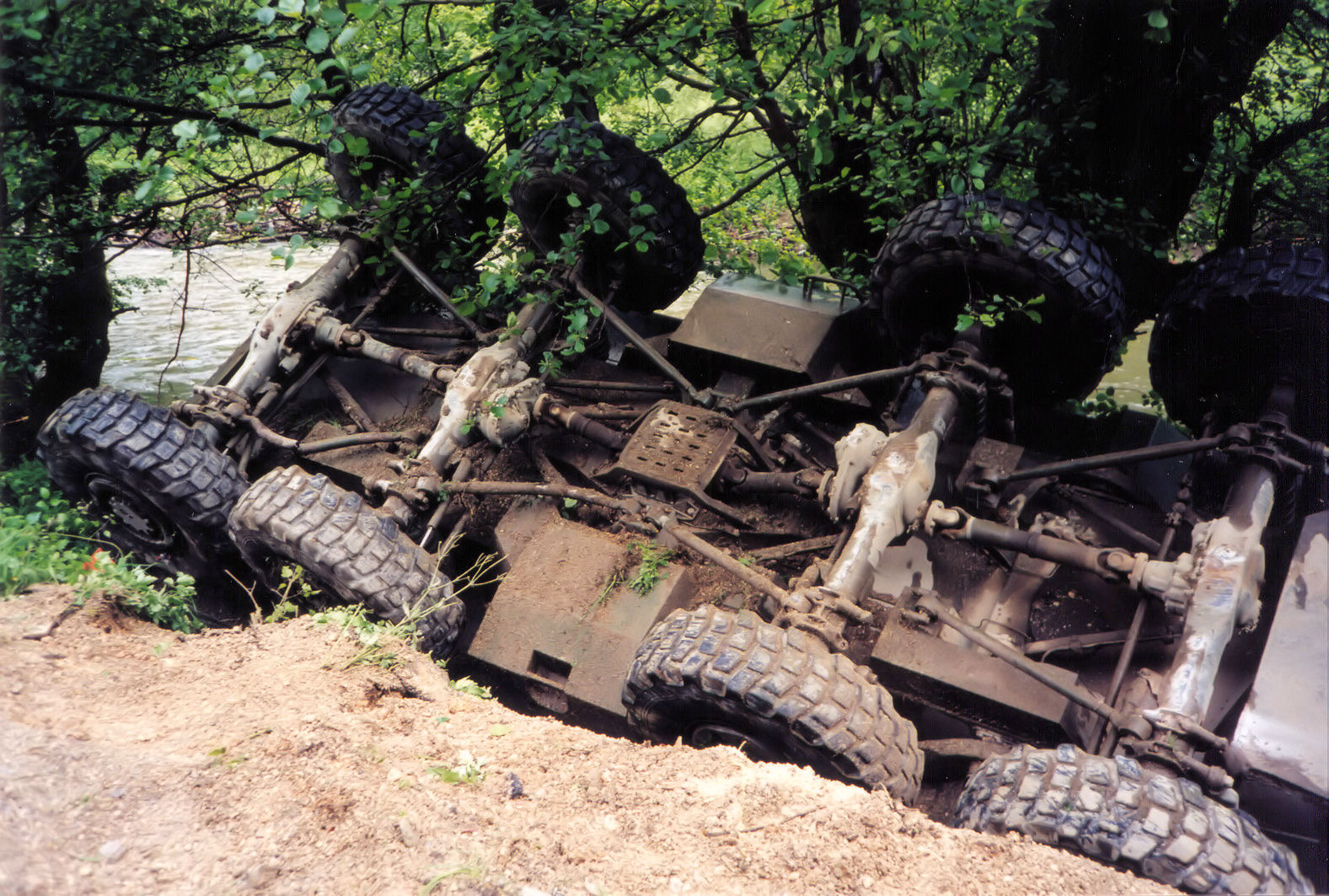
Aanzicht van het loopwerk van een gekantelde Luchs

De Spähpanzer 2 (SpPz 2) Luchs is een Duits 8x8 amfibisch pantserwielverkenningsvoertuig (Spähpanzer) dat van 1975 tot 2009 in gebruik was bij het Duitse leger.
Het voertuig is afgeleid van het zware pantserwielverkenningsvoertuig (Schwerer Panzerspähwagen) Sd.Kfz. 234 “Puma” (1943/’44) en diens voorganger de Sd.Kfz. 231 (jaren ’30). Met de Panzerkampfwagen II Ausf. L (Sd.Kfz. 123) “Luchs” lichte tank van de Duitse Wehrmacht heeft de SpPz 2 Luchs alleen de naam gemeen.
De Luchs werd tussen 1968 en 1975 ontwikkeld door Porsche, in opdracht van Daimler-Benz. De serieproductie begon in mei 1975 bij Thyssen-Henschel in Kassel.
Tussen september 1975 en 1977 werden in totaal 408 exemplaren afgeleverd die werden ingedeeld bij de verkenningsbataljons. De Luchs verving de Franse Hotchkiss ”Schützenpanzer SPz kurz 11-2”, die al 20 jaar in de Bundeswehr werd gebruikt.
Tegelijk met de Luchs werd ook het gepantserde transportvoertuig TPz1 “Fuchs” ontwikkeld, waarmee hij veel componenten deelt.
Het voertuig is genoemd naar de lynx, die in het Duits "Luchs" genoemd wordt.

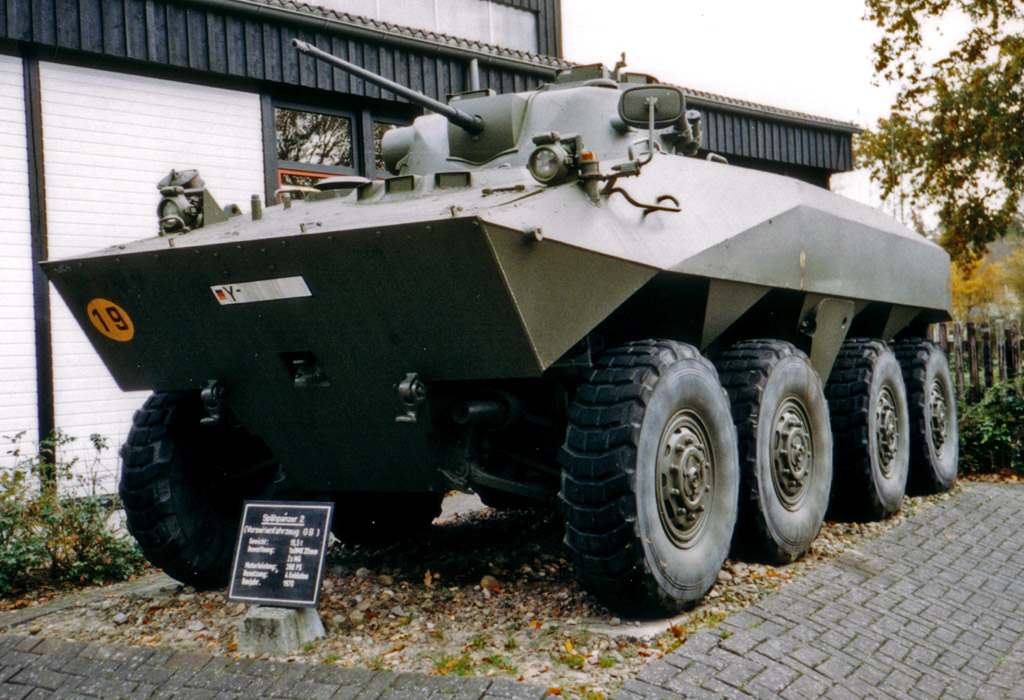
SpPz1 Luchs (voorserie)

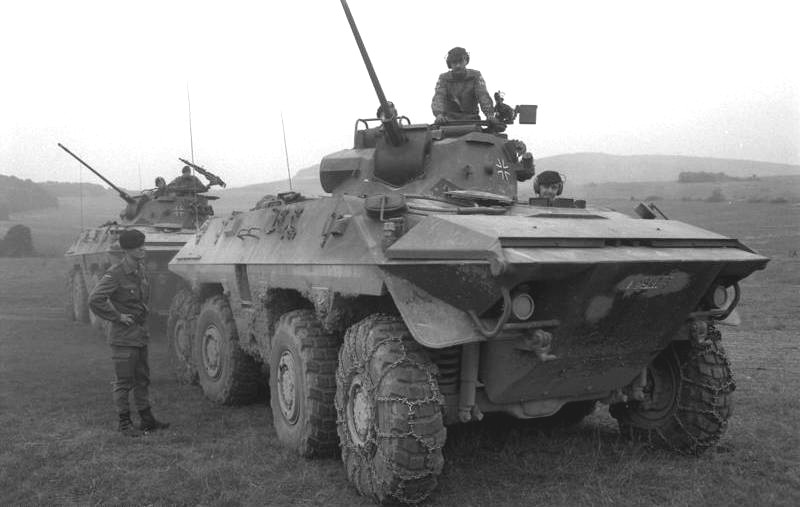
Luchs tijdens de herfstoefening "Fränkischer Schild" in 1986 in de regio Würzburg. Voor camouflage zijn kentekenplaten, verlichtingsarmaturen en tactische tekens besmeerd met modder en zijn de buitenspiegels zijn neergeklapt.

## Ontwerp
De achtwielaangedeven Luchs van Thyssen-Henschel (nu: Rheinmetall) is goed gepantserd, heeft een NBC-beschermingssysteem en is een erg stil voertuig. Hij is voorzien van acht grote run-flat lagedrukbanden. Bij snelheden tot 30 km/u kunnen alle vier de assen worden bestuurd.
De romp van de Luchs is gemaakt van gelast staal. De aandrijflijn, bestaande uit motor en automatische transmissie, bevindt zich "klassiek" aan de achterkant van het voertuig en kan als één geheel worden vervangen. Dit maakt de Luchs tot een onderhoudsvriendelijk wapensysteem. De Luchs wordt aangedreven door een multifuelmotor waardoor verschillende brandstoffen kunnen worden gebruikt, waaronder dieselolie en benzine. Op dieselolie ontwikkelt de tiencilindermotor ongeveer 285 kW bij 2500 tpm.
Een speciaal kenmerk is dat het voertuig is uitgerust met een tweede achterwaarts gerichte stuurpositie aan de achterzijde. De radiotelefonist deed tevens dienst als “achteruitrijchauffeur”. Hierdoor kon het voertuig even snel vooruit als achteruit rijden.
De Luchs was tot de modificatie tot Luchs A2 volledig amfibisch en kon snel en zelfstandig waterhindernissen overwinnen. Hij was voorzien van een boeggolfkeerplaat aan de voorzijde. In het water geschiedde de voortstuwing met roerpropellers met mechanische transmissie De twee schroeven zitten aan een speciale behuizing ("pod") achter het achterste wiel. De pods konden 360° geroteerd worden. De schroeven werden aangedreven via een steekas vanaf de aandrijfas. Tijdens het varen nam de voertuigcommandant besturing over en bedient de schroeven via een afstandsbediening, de zogenaamde "Schwimmgriff". De bestuurder ondersteunde de stuurbewegingen van de commandant door mee te sturen. De snelheid van de tegengesteld draaiende schroeven is evenredig met het motortoerental en werd geregeld door de bestuurder. De Luchs bereikte een vaarsnelheid van maximaal 11km/u (6 kt)
Uitgebreide geluidsisolatie zorgt ervoor dat de Luchs zelfs op korte afstand praktisch niet te horen is. Daarom was het nodig veiligheidsmaatregelen te treffen en mocht in gebieden waar met de Luchs geoefend werd alleen in afgebakende gebieden een bivak ingericht worden, om te voorkomen dat een Luchs het bivak zou overrijden.
Het 20 mm Rheinmetall MK 20 Rh 202 kanon in de toren is hetzelfde als het kanon in het Schützenpanzer (SPz) Marder infanteriegevechtsvoertuig.
De Luchs was uitgerust met SEM25/SEM35FM korteafstands VHF-radio's van Lorenz en een AN/GRC9 lange-afstands HF-radio met een 100 W RF-versterker LV80 voor morsecode.
Als nachtzichtsysteem was een infrarood/wit-zoeklicht aan de linkerzijde van de toren gemonteerd, en waren IR kijker beschikbaar.

### Luchs A1 en A2
In de periode 1980-1983 werden de voertuigen uitgerust met een dubbele patroonbandaanvoer zodat zowel explosieve als pantsermunitie aangevoerd kon worden en daar snel tussen gewisseld kon worden (Luchs A1).
De modernisering (Kampfwertsteigerung (KWS) ) naar de Luchs A2 startte in 1986.
Er werd een warmtebeeldsysteem gemonteerd dat het IR systeem verving.
De radio’s werden vervangen door de XK405 100 W SSB HF radio van Rohde & Schwarz geïntegreerd met het nieuwe SEM 80/90 radiosysteem.
De aanduiding van het voertuig werd SpPz 2 Luchs A2.
Vanwege het toegenomen gewicht en gewijzigde zwaartepunt is de Luchs A2 niet meer amfibisch.

## Inzet
De Luchs werd ingezet tijdens vredesmissies. Hij werd onder andere ingezet tijdens EUFOR (voorheen IFOR en vervolgens SFOR) in Kroatië en Bosnië en KFOR in Kosovo, onder andere om konvooien te begeleiden

## Vervanging
De Luchs werd in de Bundeswehr vervangen door de Fennek.
De laatste 68 exemplaren van de Luchs zijn in 2009 buiten gebruik gesteld.

## Technische gegevens
| Technische gegevens           | Technische gegevens                                                              |
| ----------------------------- | -------------------------------------------------------------------------------- |
| Invoering:                    | 1975                                                                             |
| Bemanning:                    | Commandant, boordschutter, chauffeur, radiotelefonist (= achteruitrij-chauffeur) |
| Afmetingen                    |                                                                                  |
| Lengte:                       | 7340 mm, Breite: 2980 mm Höhe: 2500 mm                                           |
| Gevechtsgewicht:              | 19,6 t                                                                           |
| Gewicht geschutskoepel:       | 2,15 t                                                                           |
| Aslast voor:                  | 2 × 4,8 t                                                                        |
| Aslast achter:                | 2 × 5,0 t                                                                        |
| Bodemvrijheid:                | 440 mm                                                                           |
| Aandrijving                   |                                                                                  |
| Motorvermogen:                | 287 kW (390 PS) bij 2500 1/min                                                   |
| Koppel:                       | 14,6 kW/t                                                                        |
| Rijbereik (weg):              | ca. 800 km                                                                       |
| Aandrijving en besturing:     | Aandrijving en besturing op alle wielen; schroefaandrijving in het water         |
| Vering:                       | hydraulisch                                                                      |
| Snelheid:                     | 90 km/u op wegen (100 km/u, oudere versies), 11 km/u in het water                |
|                               | rijdt voorwaarts en achterwaarts                                                 |
| Opstap:                       | ca. 0,6 m                                                                        |
| Overstap:                     | ca. 1,90 m                                                                       |
| Draaicirkel:                  | 12,05 m                                                                          |
| Bewapening                    |                                                                                  |
| Hoofdwapen:                   | Automatisch 20mm kanon Rheinmetall MK 20 Rh 202                                  |
| Vuursnelheid:                 | 800–1000 Schoten/min                                                             |
| Effectief bereik:             | tot 2000 m.                                                                      |
| Secundaire bewapening:        | MG3 7,62 mm machinegeweer op ringaffuit                                          |
| Rookgranaatlanceerinrichting: | 2 × 4 bussen                                                                     |
| Munitiesoorten                |                                                                                  |
| AP-T, HE-T                    |                                                                                  |
| Munitievoorraad hoofdwapen:   | 500 schoten incl. voorraad in opslagruimtes achter de toren                      |
| Vizierinrichting              |                                                                                  |
| Vuurleidingscomputer:         | niet                                                                             |
| Vizierinrichting:             | elektrohydraulisch                                                               |
| Gestabiliseerd:               | nee                                                                              |
| Optiek                        |                                                                                  |
| Boordschutter:                | Warmtebeeld                                                                      |
| Commandant:                   | Warmtebeeld over lichtbuis                                                       |
| Nachtzichtapparatuur:         | HV                                                                               |
| Lenspompen:                   | 4 Stuks                                                                          |
| Brandblusinstallatie:         | in motorcompartiment                                                             |